# تالیلت
تالیلت یک منطقهٔ مسکونی در الجزایر است که در ناحیه ثنیه واقع شده‌است. تالیلت ۳٫۵ کیلومتر مربع مساحت دارد ۴۹۰ متر بالاتر از سطح دریا واقع شده‌است.